# Цотијер (Белуно)
Цотијер је насеље у Италији у округу Белуно, региону Венето.
Према процени из 2011. у насељу је живело 161 становника. Насеље се налази на надморској висини од 381 м.